# إسحاق نيوتن في الثقافة الشعبية

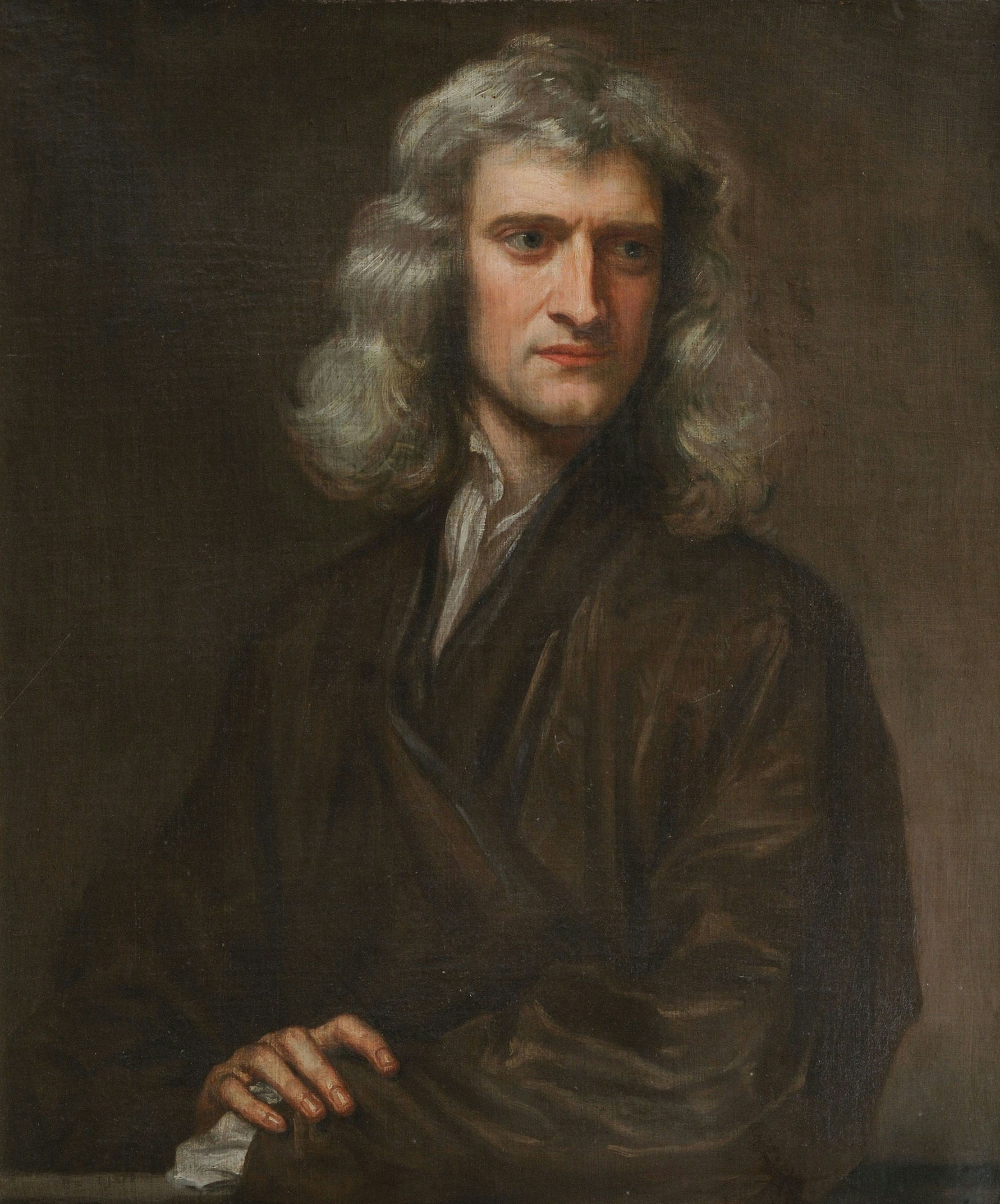
إسحاق نيوتن في السادسة والأربعين من عمره

كان إسحاق نيوتن عالم رياضيات وفيزياء إنجليزيًا، وفيلسوفًا طبيعيًا، وعالم لاهوت، وكيميائيًا، وأحد أكثر العلماء تأثيرًا في تاريخ البشرية. يُعد كتابه "الأصول الرياضية للفلسفة الطبيعية" من أكثر الكتب تأثيرًا في تاريخ العلوم، إذ وضع أسس معظم الميكانيكا الكلاسيكية من خلال وصف الجاذبية الكونية وقوانين الحركة الثلاثة. في الرياضيات، يُنسب الفضل إلى نيوتن، إلى جانب غوتفريد لايبنتز، في تطوير حساب التفاضل والتكامل.

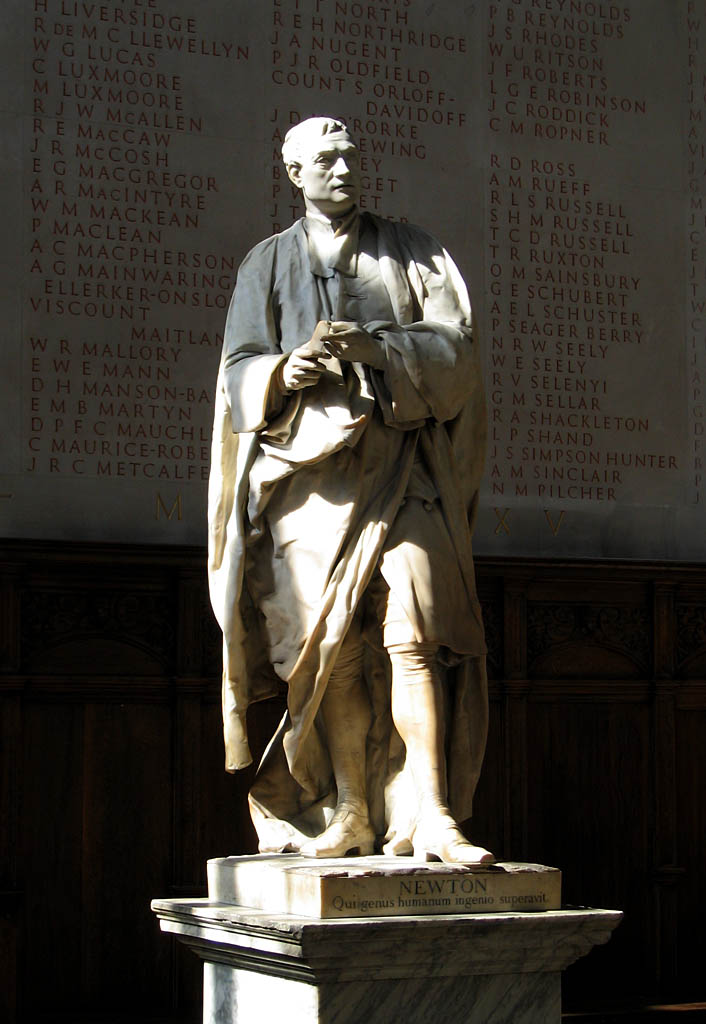
تمثال نيوتن، الموجود في مصلى كلية ترينيتي، كامبريدج

بسبب التأثير المدوي لعمله، أصبح نيوتن رمزًا علميًا، كما حصل لألبرت أينشتاين بعد نشر نظريته النسبية بعد أكثر من 200 عام. تركز العديد من الكتب والمسرحيات والأفلام على نيوتن أو تستخدم نيوتن كأداة أدبية. لا تزال مكانة نيوتن بين العلماء في أعلى مرتبة، كما يتضح من استطلاع مزدوج عام 2005 للعلماء في الجمعية الملكية البريطانية (التي كان يرأسها نيوتن سابقًا) وعامة الناس الذين سألوا من كان له التأثير الأكبر على تاريخ العلم وتاريخ البشرية، نيوتن أم أينشتاين، اعتُبر نيوتن الأكثر تأثيرًا في كلا السؤالين من قبل الجمهور والعلماء. في عام 1999، صوت كبار علماء الفيزياء لألبرت أينشتاين "أعظم فيزيائي على الإطلاق"؛ وكان نيوتن هو الوصيف. أعطى استطلاع موازٍ لعلماء الفيزياء العاديين المركز الأول لنيوتن.

## الفنون البصرية
صنع وليم بليك نقش نحاسي ملون لنيوتن في عام 1795، وفي عام 1995 نحت إدواردو باولوزي تمثال من البرونز لنيوتن.

## المؤلفات
كتب عن نيوتن:
- عصر الجهالة
- دورة الباروك
- التوجه إلى براك
- فيليب كير

وغيرها

## مسرحيات
تم تمثيل عدد كبير من المسرحيات عن نيوتن ومنها:
- خمسة فوغز لإسحاق نيوتن
- حساب التفاضل والتكامل
- اللانهايات الصغيرة
- الفيزيائيون، مسرحية دراما ساخرة وكوميدية
- فليكن نيوتن!

## التلفزيون والراديو
قامت العديد من المسلسلات على التلفاز عن إسحاق نيوتن ومنها:
- كليو الباب
- تفاحة نيوتن
- بيتر العظيم
- ستار تريك:الجيل التالي
- ستار تريك:فوياجر

## الأفلام
مثلت العديد من الأفلام إسحاق نيوتن ومنها:
- قصة البشرية
- أنا وإسحاق نيوتن[5]
- أصدقاء العلم الخارقين

وغيرها